# Lethal Enforcers II: Gun Fighters
Lethal Enforcers II: Gun Fighters (リーサルエンフォーサーズ２) (Lethal Enforcers II: The Western i Japan) är ett arkadspel från 1994, och uppföljaren till Lethal Enforcers. Spelet porterades även till Sega Mega Drive och Mega-CD. 

## Handling
Medan ettan skildrar samtida polisväsende, utspelar sig Lethal Enforcers II i Vilda västern.

### Fotnoter
1. ↑  ”Lethal Enforcers II: Gunfighters Description” (på engelska). Arcade Museum. 22 mars 1994. http://www.arcade-museum.com/game_detail.php?game_id=8420. Läst 29 april 2014.